# Banchetto all'aria aperta
Il Banchetto all'aria aperta è un dipinto a olio del pittore olandese Willem Buytewech.
Si tratta di una pittura di genere olandese del secolo d'oro, eseguita nel periodo iniziale dello sviluppo di questo tipo di pittura, come evidenziano l'impostazione teatrale della scena e la rigidità della composizione. I personaggi sono disposti in modo preciso come su un palcoscenico e suddivisi in due gruppi: quello a sinistra con personaggi già seduti a tavola, mentre quello a destra mostra personaggi ancora in piedi.
Alcuni oggetti raffigurati (pavone, vasellame d'oro, abiti raffinati e strumenti musicali a terra) sono stati interpretati come simbolo di lusso e di vanità.